# Francesc Canals i Vidal
Francesc Canals i Vidal (Barcelona, 30 de maig de 1922 - ibídem, 7 de febrer de 2009) fou un filòsof i teòleg català, professor de la Universitat de Barcelona.
En la seva obra, defensà la importància de la síntesi filosòfica de Sant Tomàs d'Aquino per a l'època actual; per la seva revaloració de la metafísica de l'ésser en Sant Tomàs, principalment en les qüestions sobre l'essència del coneixement, se'l considera un dels màxims representants del tomisme, ja que estigué vinculat a l'Escola tomista de Barcelona.
Canals va doctorar-se en filosofia a Madrid el 1952, en dret a Barcelona el 1956 i en teologia també a Barcelona el 1981. En la seva activitat docent, fou professor encarregat de teoria del coneixement a la Universitat de Barcelona (1956-1966), catedràtic de filosofia de l'Institut Jaume Balmes (1958-1967) i catedràtic de metafísica (ontologia i teodicea) de la Universitat de Barcelona, des de 1967 fins a la seva jubilació el 1988.

## Vida
Des de molt jove, entrà en contacte amb el grup format a l'entorn del pare jesuïta Ramon Orlandis Despuig, S.I., «Schola Cordis Iesu», el qual, des de 1944, té el seu òrgan d'expressió en la revista CRISTIANDAD, de la qual Canals fou un col·laborador habitual. El pare Orlandis, a qui sovint cità com a mestre, orientà la formació i la vocació de Canals com a apòstol del Sagrat Cor de Jesús cap a la docència i l'estudi de la filosofia, especialment la de Sant Tomàs, tot això concebut com un acte de servei a la fe catòlica.
En els seus múltiples escrits i conferències no sols tractà de fiolosofia, sinó també de dogmàtica, amb especial dedicació a la josefologia, és a dir, a l'estudi de la figura de Sant Josep, de la teologia de la història i de l'actualitat social i política. Canals va ser membre de la Pontificia Academia Romana de Sant Tomàs, magister de la Maioricensis Schola Llullistica (Palma) així com impulsor i fundador de la Sociedad Internacional Tomás de Aquino. De la Sociedad Internacional Tomás de Aquino va ser-ne vicepresident, president de la seva secció espanyola i de la seva subsecció barcelonina.
Armando Rigobello definí Francesc Canals com “un dels més grans pensadors tomistes de llengua espanyola”. El 2005, va ser nomenat Doctor honoris causa per les Universitats Abat Oliba de Barcelona CEU, Pontificia y Real de Santo Tomás de Aquino de Manila, y FASTA de Mar del Plata a l'Argentina. A més, per tota la seva tasca apostòlica, el 26 d'abril del 2002 rebé el reconeixement de la Santa Seu en ser nomenat per Joan Pau II Cavaller Comenador de l'Orde de Sant Gregori el Gran.

## Pensament

### Pensament filosòfic
Dins del tomisme, seguí sempre les recomanacions del seu mestre, el pare Orlandis, i també les de l'Església i el missatge dels Papes, i per això sempre sostenia que:
- Allunyar-se de Sant Tomàs, principalment en les qüestions metafísiques, mai no podrà fer-se sense greu perjudici
- És absolutament fals que sigui conciliable la fe amb qualsevol filosofia

Segons Eusebi Colomer, el tomisme de Canals estava “amarat de la millor tradició agustiniana i en constant diàleg crític amb el pensament modern i contemporani”. Amb el seu profund coneixement de la patrística, de Sant Agustí i dels filòsofs medievals, podia establir l'enllaç entre Sant Tomàs i els Pares de l'Església, amb les idees de Sant Agustí i amb el magisteri dels antics concilis i el dels Papes. El seu tomisme va dur-lo a estudiar profundament Aristòtil, l'escolàstica i els millors comentaristes de Sant Tomàs.
Era un bon coneixedor del teòleg i cardenal Tomàs de Vio, dit Caeità, (1469-1534), de qui apreciava l'opuscle De nominum analogia, alhora que en refutava la concepció immediatista del coneixement. Seguint el seu mestre Orlandis, agafà del Cursus Theologicus de Joan de Sant Tomàs la tesi del caràcter locutiu de l'enteniment, mentre que valorava Domingo Báñez com a clarivident testimoni de l'oblit de l'ésser fins i tot entre els tomistes.
Canals apreciava Ramon Llull, Sant Bonaventura o Francisco Suárez pels seus ensenyaments teològics, particularment en teologia de la història o en teologia de Sant Josep. L'aportació de Canals fou la redescoberta de tesis i d'aspectes oblidats en el tomisme dels segles xix i xx, i, fins i tot, en el pensament modern en general; no pretenia pas ser original sinó redreçar el pensament filosòfic per conduir-lo cap a allò que ell considerava la veritat.
La contribució capital de Canals fou la seva fonamental redescoberta del caràcter locutiu de l'enteniment i tota la seva metafísica del coneixement. En paraules del p. Abelardo Lobato, O.P., que recull Eudald Forment Giralt, Canals assolí “una penetració nova en el tema del coneixement”.
El seu punt de partida és allò que denominà els “preaecognita”, els coneixments previs ja posseïts i necessàriament suposats perquè pugui existir i tenir sentit la pregunta i qualsevol investigació sobre el coneixement humà. Encara que la totalitat dels praecognita sigui impossible de sistematitzar, a Sobre la esencia del conocimiento, n'enumerà set l'explícita formulació dels quals resulta d'ajuda capital.
El primer afirma que l'existència del coneixement és un per se notum, un principi evident per si mateix. D'altres es refereixen al sentit del terme "coneixement" i a allò que hom entén per "entendre". S'hi afegeixen també les afirmacions sobre que "és l'home qui coneix", "el coneixement s'origina en els ents reals" i "el coneixement s'expressa en el llenguatge de l'home". Aquests praecognita representen, com ho ha sugserit E. Colomer, la roca sobre la qual Canals edificà, i que “tota reflexió filosòfica sobre el tema haurà de tenir sempre ben presents, si no vol edificar sobre la sorra”.
Canals va acceptar per al seu pensament la denominació de “realisme pensant”. La seva investigació sobre l'essència del coneixement es mou en l'exigència d'una ontologia del subject cognoscent, necessària per superar el formalisme del criticisme transcendental kantià. Alhora, contra tot intuïcionisme, accepta que entendre és concebre, o sigui, formar interiorment un verb mental, un terme objectiu immanent a l'acte mateix d'entendre, en el qual s'arriben a entendre les coses. Un segon element on se situa una important aportació de Canals, és en el diàleg amb el pensament modern i contemporani. Entre els autors que estudiava i l'obra dels quals discutia hi havia Spinoza, Kant, Fichte, Hegel, Nietzsche, Kierkegaard, Balmes, Bergson, Martin Heidegger.
Canals s'oposava radicalment i negava la globalitat del sistema spinozià, com també, des del seu tomisme, rebutjava el sistema kantià; tanmateix, trobava en Kant un redescobridor, agut i gairebé únic entre els moderns, de veritats essencials contingudes ja en Aristòtil, i que l'havien dut al llindar de la veritat; la seva superació del kantisme, va elaborar-la en articles com ara “Sobre el sentido de la revolución copernicana” o “Sentido de la deducción subjetiva en el «intento capital» de la Crítica” i al llibre "Sobre la esencia del conocimiento". D'altra banda, seguint les indicacions del pare Orlandis, es proposava reconstruir integralment la síntesi tomista.
Apreciava de manera singular en Sant Tomàs la seva capacitat d'harmonitzar coses que, generalment, hom considera oposades i, fins i tot, enfrontades; no es tractava pas de l'oposició entre el bé i el mal, o entre el saber i la ignorància, que al capdavall són oposicions privatives, sinó d'aquelles aparents oposicions entre perfeccions positives, que la majoria troba molt difícil de fer compatibles; segons Canals, "Sant Tomàs busca que els seus raciocinis i les seves afirmacions no separin allò que en la realitat creada per Déu està unit i cap a això es dirigeixen les seves tesis sobre les estructures acte-potencials i a això respon també el seu llenguatge de l'analogia segons proporcionalitat, que configura la seva comprensió ontològica dels diversos nivells de perfecció dels éssers".
“La importància que Canals donava en les seves classes d'ontologia a ambdós elements de doctrina, els conceptes aristotèlics d'acto i potència, ordenats a descriure la composició de l'ens finit, i la teoria de l'analogia, s'explica per aquesta funció unificadora, per la capacitat d'aquests instruments conceptuals de resodre les antinòmies i entendre la unitat d'allò que Déu ha fet u. L'exemple suprem i analogat principal d'això, el veu Canals precisament en la unió hipostàtica, en la unitat de les naturaleses humana i divina en la persona de Crist, que, segons ensenya el V Concili Ecumènic, II de Constantinoble –Canals hi insisteix-, és “unitat segons síntesi”. Això vol dir que les dues naturaleses es mantenen íntegres, encara que formant un vertader compost únic. En consonància amb aquest model, sant Tomàs explica síntesis anàlogues que es descobreixen en l'home entre la naturalesa i la gràcia, entre la raó i la fe, com ho és també en el seu ordre la unió entre el cos i l'ànima. En la mesura que l'obra de sant Tomàs es caracteritza així tan nuclearment per l'harmonía de raó i fe, de naturalesa i gràcia, de filosofia i teologia, Canals el qualifica com el doctor “encarnacionista” per antonomàsia”.
Per assolir la síntesi de la doctrina tomista, Canals va impulsar el Congrés de la SITAE “La síntesi de sant Tomàs d'Aquino” celebrat a Barcelona del 12 al 14 de setembre del 2002, com també va formular una proposta de 81 tesis "a tall d'invitació a la recerca de la síntesi filosòfica de Sant Tomás”, amb les quals va proposar-se omplir els buits importants que deixaven les clàssiques “24 tesis tomistes”, que, pel seu caràcter més defensiu o polèmic enfront del suarisme, ignoraven aspectos essencials i podien suggerir una comprensió esbiaxada del tomisme.
Eudald Forment, en el capítol dedicat a Canals de la seva Historia de la filosofía tomista contemporánea, diu que en el seu pensament filosòfic “s'hi troben com tres línies mestres articulades, que el sostenen i l'unifiquen”:
- la metafísica del coneixement
- la metafísica de l'ésser
- la metafísica de la persona

### Pensament teològic[8]
Seguint el fil de la doctrina de Sant Tomàs, Canals entenia la teologia com una vertadera ciència argumentativa, una elaboració racional en sentit propi, però al servei de la fe, per la qual cosa no podia mai, sense renunciar a la seva raó d'ésser, oposar-se a cap contingut de la fe, sinó, que, al contrari, els articles de la fe són els seus punts de partida, els seus principis axiomàtics. Respon a la necessitat del creient d'entendre millor allò en què creu, perquè pugui penetrar més en la seva vida.
La teologia ha de pensar allò que Déu ha promès i que l'Església espera; ha de llegir els signes dels temps i estar atenta per reconèixer si s'apropa el Regne de Déu. Ha de jutjar des de la fe les realitats humanes de qualsevol ordre i, evidentment, els esdeveniments històrics, ja que s'hi realitza el pla de Déu, com s'hi produeix també el rebuig i la rebel·lió de l'home contra Déu; ací hi ha la base del concepte de teologia de la història. Igual com el pare Orlandis, Canals creia que Crist havia vingut per regnar al món i que el Regnat de Crist era el camí únic per a la justícia i la pau entre els homes, que Déu havia promès.
Canals estudià profundament nombrosos autors, des de Sant Justí, Sant Jeroni, Sant Agustí, Sant Bonaventura, passant per Cornelius a Lapide, Bossuet i Henri Ramière, fins a l'obra del jesuïta màrtir Joan Rovira i Orlandis, nebot del pare Orlandis, autor de l'estudi inèdit De Consummatione Regni Messianici in Terris, seu de Regno Christi in Terris Consummato. En l'obra de Karol Wojtyla Signe de contradicció i en fets i textos dels darrers papes, del Concili Vaticà II com també en el Catecisme de l'Església Catòlica, va trobar-hi la constatació que estem al llindar d'una nova escatologia amb uns temes propis de la restauració i recapitulació de totes les coses en Crist.

## Pensament històrico-polític
Juntament amb altres 61 catedrátics i publicistes catòlics recomanà el vot negatiu en el referèndum de la Constitució Espanyola de 1978, firmant un manifest.
| «             | "... La Constitución que nos es propuesta no contiene el reconocimiento expreso de la autoridad de Dios que figura en los dos textos constitucionales de los pueblos más civilizados (...) La Constitución sometida a referéndum aparece como fuente formal única, invoca al pueblo como única fuente material que fundamenta derechos deberes, y deja en manos del Estado, como Demiurgo único, la regulación del matrimonio, de la familia, la educación y la economía en grado tal que el partido mayoritario, aunque sea el comunista, podrá desarrollar su programa sin salirse de la Constitución (...) Los católicos votando a favor del texto constitucional prestaríamos nuestra adhesión, aunque sea inconscientemente, a este nuevo totalitarismo laico..." | » |
| — Manifiesto, | |   |

### Obra filosòfica

#### Llibres
- Francisco Canals Vidal. Cristianismo y Revolución. Los orígenes románticos del cristianismo de izquierdas.  Acervo (Barcelona), 1957.
- Francisco Canals Vidal. Para una fundamentación de la metafísica.  PPU (Barcelona), 1967.
- Francisco Canals Vidal. Cuestiones de fundamentación.  PPU (Barcelona), 1981.
- Francisco Canals Vidal. Sobre la esencia del conocimiento.  PPU (Barcelona), 1987.
- Francisco Canals Vidal. Sant Tomàs d'Aquino. Antología metafísica.  Edicions 62 (Barcelona), 1991.
- Francisco Canals Vidal. Historia de la filosofía medieval.  Herder (Barcelona), 1992.
- Francisco Canals Vidal. Tomás de Aquino. Un pensamiento siempre actual y renovador.  Scire (Barcelona), 2004.

#### Articles
- El lumen intellectus agentis en la ontología del conocimiento de Santo Tomás, Convivium (1956/1)
- Sobre el sentido de la revolución copernicana, Convivium (1964/17-18)
- Sentido de la deducción subjetiva en el "intento capital" de la crítica, Convivium (1966/21)
- Analogía y dialéctica, Convivium (1967/24-25)
- Verdad trascendental y subsistencia espiritual en santo Tomás, Convivium (1975/46)

### Obra teològica
- Francisco Canals Vidal. En torno al diálogo católico-protestante.  Herder (Barcelona), 1966.
- Francisco Canals Vidal. San José, Patriarca del Pueblo de Dios.  Balmes (Barcelona), 1982.
- Francisco Canals Vidal. Los siete primeros concilios. La formulación de la ortodoxia católica.  Scire (Barcelona), 2003.
- Francisco Canals Vidal. Mundo histórico y Reino de Dios.  Scire (Barcelona), 2006.
- Francisco Canals Vidal. San José en la fe de la Iglesia.  Scire (Barcelona), 2007.

### Obra històrico-política
- Francisco Canals Vidal. Cristianismo y revolución. Los orígenes románticos del cristianismo de izquierdas.  Acervo (Barcelona), 1957.
- Francisco Canals Vidal. Política española. Pasado y futuro.  Acervo (Barcelona), 1977.
- Francisco Canals Vidal. La tradición catalana en el siglo XVIII. Entre el absolutismo y la Ilustración.  Fundación Elias de Tejada (Madrid), 1995.
- Francisco Canals Vidal. Miscelánea.  (Barcelona), 1997.
- Francisco Canals Vidal. Catalanismo y tradición catalana.  Scire (Barcelona), 2006.